# Mbuguni
Mbuguni è una circoscrizione mista (mixed ward) della Tanzania situata nel distretto di Meru, regione di Arusha. Conta una popolazione di 10 026 abitanti (censimento 2022).